# エヴォラ県
エヴォラ県（Évora District (ポルトガル語: Distrito de Évora [ˈɛvuɾɐ] ( 音声ファイル))）は、アレンテージョ地方中部を占めるポルトガルの県の1つ。北は、ポルタレグレ県とカステロ・ブランコ県と接し、西はセトゥーバル県、南はベージャ県と接する。東は、スペインとの国境線である。県都は市街地がユネスコの世界遺産に登録されているエヴォラ。
エヴォラ県には、以下の14の地方自治体が所属する。
- アランドゥアル（Alandroal）
- アライオロス(Arraiolos)
- ボルバ（Borba）
- エストレモス（Estremoz）
- エヴォラ - 県都。市街の中心部は、「エヴォラ歴史地区」としてUNESCOの世界遺産に登録されている。
- モンティモール＝ウ＝ノヴ（Montemor-o-Novo）
- モーラ（Mora）
- pt:Mourão
- プルテル（Portel）
- リドンドゥ（Redondo）
- pt:Reguengos de Monsaraz
- ヴェンダズ・ノーヴァシュ（Vendas Novas）
- ヴィアナ・ド・アレンテージョpt:Viana do Alentejo
- ヴィラ・ヴィソーサ（Vila Viçosa）